# Isetsky (huyện)
Huyện Isetsky (tiếng Nga: ? райо́н) là một huyện hành chính tự quản (raion), của Tỉnh Tyumen, Nga. Huyện có diện tích 2760 km², dân số thời điểm ngày 1 tháng 1 năm 2000 là 28000 người. Trung tâm của huyện đóng ở Isetskoye.